# Wilhelm von Hübbe-Schleiden
Wilhelm Hübbe-Schleiden (20 octobre 1846 à Hambourg - 17 mai 1916 à Göttingen) est un intellectuel allemand, avocat et théoricien du colonialisme. Il est aussi le fondateur de la première société théosophique allemande en 1886.
Il est l'auteur de Deutsche Kolonisation en 1881 et de Kolonisationspolitik und Kolonisationstechnik en 1882, dans lesquels il expose sa vision du colonialisme allemand, basée sur le nationalisme et l'impérialisme. Il y évoque la perspective d'un monde dominé par quelques empires gigantesques. 

## Publications
- Sphinx (de) (Journal mensuel, en tant que rédacteur en chef, de 1886 à 1896).
- Das Dasein als Lust, Leid und Liebe. Braunschweig 1891
- Das Suchen des Meisters. Gespräch eines Kirchenchristen und eines Mystikers. Rohm, Lorch 1916
- Deutsche Kolonisation. Hamburg 1881
- Ethiopien. Hamburg 1879
- Kolonisationspolitik und Kolonisationstechnik. Hamburg 1882
- Motive zu einer überseeischen Politik Deutschlands. Hamburg 1881
- Überseeische Politik, 2 Bände. Hamburg 1881–1883
- Weltwirtschaft und die sie treibende Kraft. Hamburg 1882
- Indisches Tagebuch 1894/1896. Mit Anmerkungen und einer Einleitung herausgegeben von Norbert Klatt. Klatt, Göttingen 2009,  (ISBN 978-3-928312-25-7). Online: Indisches Tagebuch 1894/1896